# Jerry Sanders III
Walter Jeremiah Sanders III (Jerry Sanders III) (* 12. September 1936 in Chicago) ist ein US-amerikanischer Elektrotechniker und Mitgründer von Advanced Micro Devices. Er war von 1969 bis 2002 Chief Executive Officer und Präsident der Firma.

## Karriere
Sanders studierte an der University of Illinois at Urbana-Champaign und schloss 1958 als Bachelor für Elektrotechnik ab. Nach dem Abschluss arbeitete er zunächst in der Douglas Aircraft Company und bei Motorola, bevor er zu Fairchild Semiconductor wechselte. Dort arbeitete er in der Abteilung Sales and Marketing.
Am 1. Mai 1969 gründete er gemeinsam mit dem ehemaligen Fairchild Mitarbeiter Ed Turney die Firma Sanders Association, die später in Advanced Micro Devices umbenannt wurde. Sanders war von Anfang an Präsident und CEO dieser Firma. Im Jahr 2002 übergab Sanders den Posten des CEO und Präsidenten der Firma an Héctor Ruiz und ging in den Ruhestand.

## Privatleben
Sanders hat drei Kinder aus erster Ehe und eine Tochter aus zweiter Ehe.